# Chośnicki III
Chośnicki III – pomorski herb szlachecki, herb własny rodziny Kosznickich.

## Opis herbu
Opis zgodnie z klasycznymi regułami blazonowania:
W polu dwa miecze w krzyż skośny między dwiema gwiazdami w słup. W klejnocie nad hełmem w koronie półksiężyc z twarzą rogami w górę, między dwiema gwiazdami w słup. Labry. Barwy nieznane.

## Najwcześniejsze wzmianki
Herb wymieniany tylko przez tzw. "nowy" herbarz Siebmachera (Der Adel des Königreichs Preußen, 1906).

## Herbowni
Kosznicki (Koschnitzki, Kosnicki).
Rodzina ta ma być gałęzią rodziny Chośnickich, zaś nazwisko Kosznicki ma być jedną z form nazwiska Chośnicki. Mieli w XVIII wieku posiadać dobra na Kaszubach oraz służyć w armii pruskiej.